# UNCTAD review of maritime transport
De UNCTAD review of maritime transport (RMT) (UNCTAD evaluatie van het maritiem transport) is een jaarlijkse publicatie die al sinds 1968 door de United Nations Conference on Trade and Development (UNCTAD) wordt uitgebracht. Het bestudeert de structurele en cyclische veranderingen omtrent overzeese handel, havens, schepen en bevat een uitgebreide verzameling statistische informatie.
De RMT wordt geschreven door de afdeling technologie en logistiek, een onderdeel van de UNCTAD. Het is een belangrijke bron van informatie voor de hele maritieme sector. De publicatie geeft een nauwkeurige evolutie van: de overzeese handel, vrachttarieven, havens, logistieke diensten, scheepseigenaren, havenstaat- en vlaggenstaatcontrole, leeftijd van de wereldvloot en tonnenmaat van de wereldvloot.

## Opmaak van de publicatie
Elke jaarlijkse uitgave bevat volgende onderdelen:
- Overzeese handel
- Opkomende trends die van invloed zijn op het maritieme transport
- eigendom en registratie van de vloot
- Scheepsbouw en -sloop
- vrachttarieven
- lijnvaartverbindingen - in dit hoofdstuk is ook de Liner Shipping Connectivity Index terug te vinden
- Havenverkeer
- Ontwikkelingen op het gebied van wet- en regelgeving
- Een actueel onderwerp behandeld in een speciaal hoofdstuk (zie hieronder)

## RMT lijst van jaarlijkse speciale hoofdstukken
- 1997: Studie van regionale ontwikkelingen in ontwikkelingslanden die bestaan uit kleine eilanden[3]
- 1998: Handel en transport van Oost- en Zuidoost-Azië[4]
- 1999: Recente handels- en transportontwikkelingen in Latijns-Amerika[5]
- 2000: Ontwikkelingen omtrent maritiem transport in de regio Sub-Sahara Afrika[6]
- 2001: Regionale ontwikkelingen in handels- en transportnetwerken in Oost-Azië, China en Japan[7]
- 2002: Containerhavens en containerterminals[8]
- 2003: Ontwikkelingen in de Afrikaanse handel en maritiem transport[9]
- 2004: Ontwikkelingen in de Aziatische handel en maritiem transport[10]
- 2005: Ontwikkelingen in de Zuid-Amerikaanse en Caraïbische handel en maritiem transport[11]
- 2006: Sub-Sahara Afrika[12]
- 2007: Azië[13]
- 2008: Zuid-Amerika en de Caraïben[14]
- 2009: Afrika[15]
- 2010: Azië[16]
- 2011: Deelname van ontwikkelingslanden aan de maritieme industrie[17]
- 2012: Duurzame ontwikkeling van het maritiem transport.[18]
- 2013: Niet aan zee grenzende landen en zeevervoer[19]
- 2014: Kleine eilanden worden geconfronteerd met speciale uitdagingen.[20]
- 2015: n.v.t.[21]
- 2016: n.v.t.[22]
- 2017: Toegankelijkheid van schepen in landen[23]